# شارل موليي
شارل موليي هو مؤرخ و كاتب سيرة فرنسية في القرن التاسع عشر .

## سيرة
شارل موليي عضو في الجامعة، والجمعية الوطنية في ليل ، وقسم الشمال والمعهد التاريخي الفرنسي.
وكثيرا ما يستشهد كتاباته لافتقارها إلى الموضوعية التاريخية. مثلا : المرجع: سيرة المشاهير العسكريين لجيوش البر والبحر من عام 1789 إلى عام 1850 (موليي) في عام 1852.